# 奥羽山麓大規模農道
奥羽山麓大規模農道（おううさんろくだいきぼのうどう）は、秋田県横手市から秋田県仙北市を結ぶ、農免道路である。愛称は、「みずほの里ロード」。

## 概要
多数の勾配があるものの、信号が少なく、横手市と仙北市角館・田沢湖方面とを山間部のみを縫うように直結している。また本路線の起点は雄平東部広域農道（雄平フルーツライン）の起点から至近距離にあり、両路線を通して通行すれば湯沢市稲川地域・雄勝郡東成瀬村・横手市増田地域と角館・田沢湖方面、および両農道沿線各地域相互の交通も可能である。

### 路線データ
- 総延長:39.7km
  - 起点：秋田県横手市大沢（秋田県立横手清陵学院中学校・高等学校前）
  - 終点：秋田県仙北市角館町白岩（秋田県道50号大曲田沢湖線交点）
  - 通行不能区間：特になし
  - 冬季閉鎖区間：不明

## 沿革
- 1990年（平成2年度） - 着工。
- 2006年（平成18年度） - 奥羽北部地区完成。
- 2007年（平成19年）8月30日 - 奥羽南部地区（横手市内の区間）が完成し、全線開通した。

## 通過する自治体
- 秋田県
  - 横手市 - 仙北郡美郷町 - 大仙市 - 仙北市

## 交差する道路
- 岩手県道・秋田県道12号花巻大曲線：美郷町六郷東根付近
- 真昼岳林道：美郷町浪花字大坂付近

## 主なトンネルと橋
- 大沢トンネル（横手市）
- 清水沢トンネル（横手市）
- 城山トンネル（横手市）